# Szałstry
Szałstry [pronunciación en polaco: /ˈʂau̯strɨ/] (en alemán: Schaustern) es un pueblo ubicado en el distrito administrativo de Gmina Jonkowo, dentro de Condado de Olsztyn, Voivodato de Varmia y Masuria, en Polonia del norte. Se encuentra aproximadamente a 9 kilómetros al oeste de Jonkowo y a 22 kilómetros al oeste de la capital regional Olsztyn.
Antes de 1772, el área fue parte del Reino de Polonia, y hasta 1945 fue de Prusia y Alemania (Prusia Oriental).